# Bonzo (Groscavallo)
Bonzo è una frazione del comune di Groscavallo della città metropolitana di Torino, situato a 973 m s.l.m. Prima di essere aggregato a Groscavallo fu capoluogo di un comune autonomo, del quale facevano parte anche le frazioni Bioletto e Migliere.

## Geografia fisica
Bonzo è collocato nella Val Grande di Lanzo, sulla sinistra idrografica della Stura. È collegato alla bassa valle e di qui alla pianura Padana tramite la SP 33 della Val Grande.

## Storia

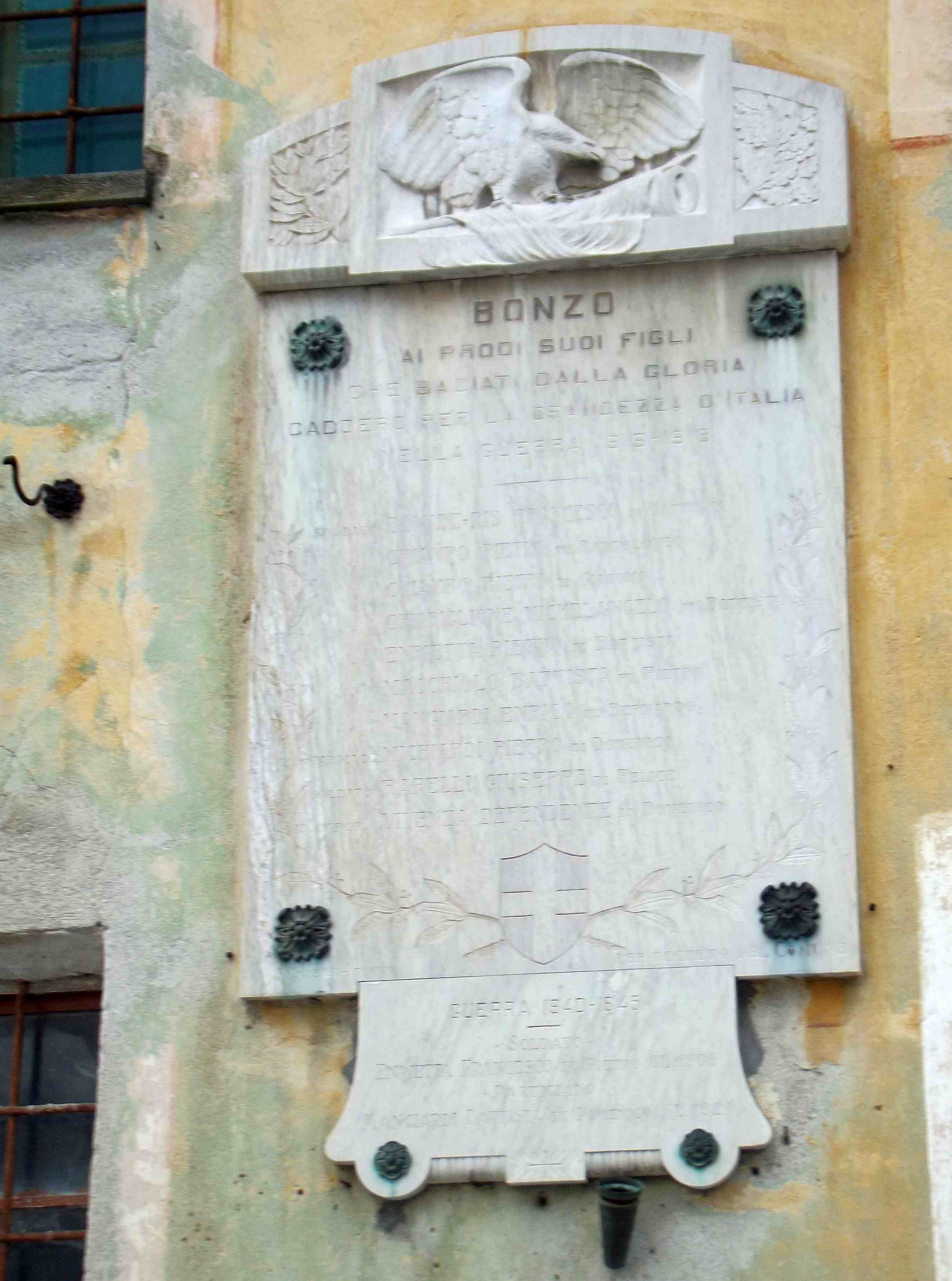
La lapide in memoria dei caduti delle due guerre mondiali.

A inizio Settecento il territorio di Bonzo, che in precedenza apparteneva alla castellania di Lanzo, fu infeudato ai conti Valfrè di Bra.
Fino al 1765 anche Mottera e le località contigue facevano parte del comune di Bonzo. Una dura controversia tra gli abitanti di Mottera e quelli di Bonzo riguardante la collocazione dell'albo pretorio si trascinò con alterne vicende per alcuni decenni ed ebbe come risultato finale il distacco del territorio di Mottera da Bonzo e la creazione di un comune autonomo.
Il comune di Bonzo contava nel 1774 669 abitanti, che nel 1855 erano scesi a 501.
Nell'Ottocento molti dei suoi abitanti durante l'inverno emigravano nelle pianure piemontesi ma anche in « regioni lontanissime » per esercitarvi le professioni di « pizzicagnolo, venditori di agnelli e capretti, minatori ». Durante l'estate invece il clima veniva ritenuto « dolce e piacevole » e molte « persone ragguardevoli » si stabilivano a Bonzo per « sfuggire l'aure soffocanti della estiva canicola nelle pianure Piemontesi ».
Bonzo fu comune autonomo fino al 1927, anno nel quale fu unito a Groscavallo. Il codice ISTAT del comune soppresso era 001808, il codice catastale (valido fino al 1983) era A980.

## Monumenti e luoghi d'interesse

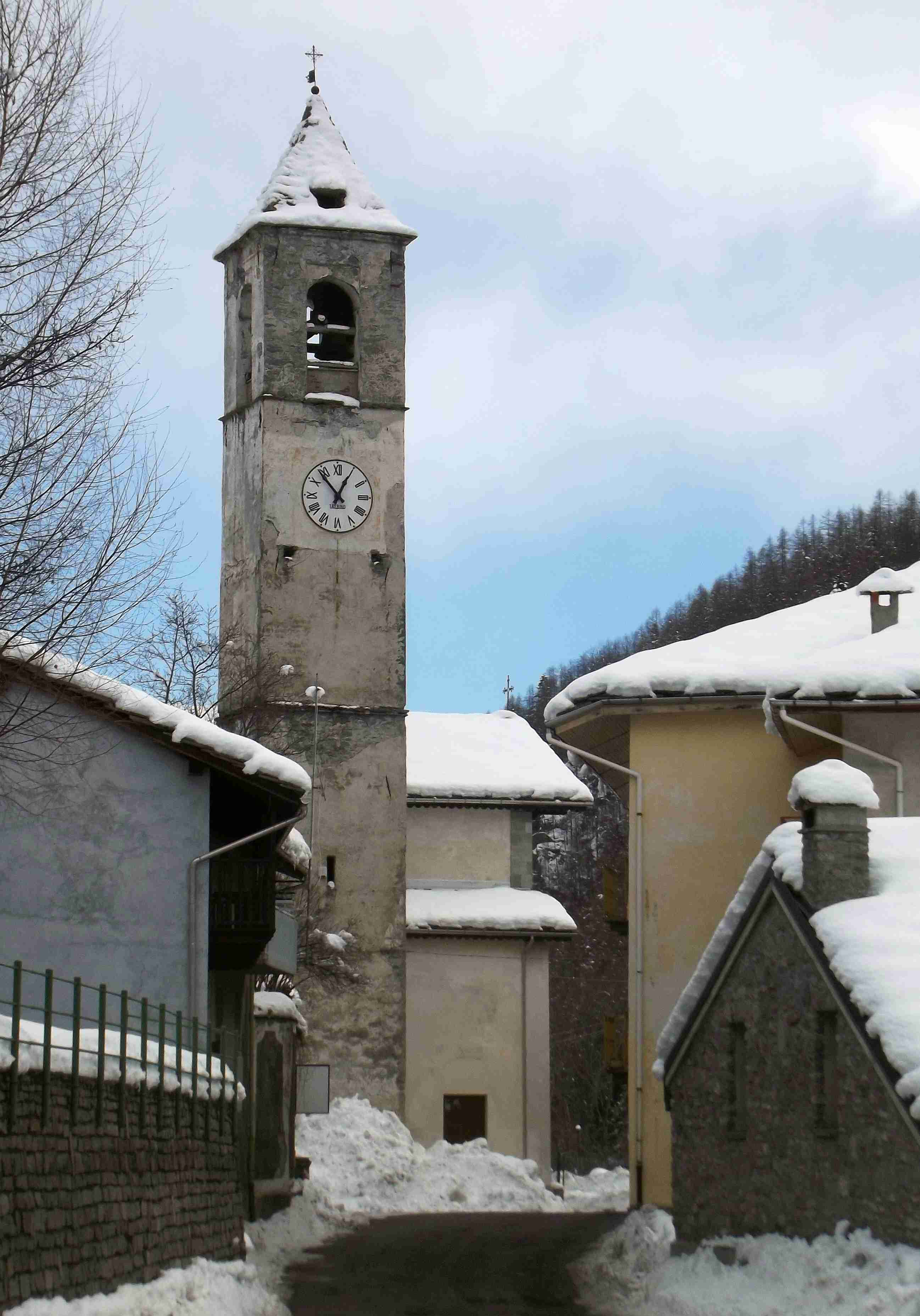
Il campanile

- Chiesa della Conversione di San Paolo Apostolo.[8] Affidata inizialmente ad un cappellano che dipendeva dal parroco di Chialamberto, a fine Seicento divenne parrocchia autonoma. È collocata in centro al paese; la facciata venne completamente rifatta nel 1961. Il campanile è alto 23 metri più la struttura di copertura delle campane[9].
- Cappella di San Giovanni Battista. Collocata tra le case di Bonzo Inferiore è menzionata nella relazione di una visita pastorale del 1674. L'interno è impreziosito da affreschi e arredi d'epoca[10].